# Kambol
Kambol (även Gärdsrud och Svennungerud) är en bebyggelse sydväst om Mellerud vid E45 i Holms socken i Melleruds kommun. Från 2015 till 2023 avgränsade SCB här en småort.